# Башкирский речевой этикет
Башкирский речевой этикет — коммуникативно-речевая система национально-специфического поведения, направленная на гармоничное, бесконфликтное общение людей.

## Общие сведения
У башкир существуют правила, которых они придерживаются в процессе общения, для достижения взаимопонимания и успеха в общении. Используемые формы речевого этикета башкир зависят от следующих факторов:
- Типа ситуации (официальная, неофициальная, полуофициальная)

Гостеприимство башкир выражается в том, что хозяин встречает гостей перед входом в дом, а проводы гостей происходят за пределами дома, при этом им говорят «Түргә үтегеҙ» («Пройдите на почетное место»). При угощении гостей говорят: «Ҡунаҡтарҙың алдына аш ҡуй; ауыҙын-ҡулын буш ҡуй» («Перед гостями поставь пищу, но не забудь, чтобы их рот и руки были свободны») — дабы при еде не слишком занимать гостей разговорами. Если гость отказывается от еды, ему говорят: «Аштан оло булып булмай» («Нельзя быть выше пищи»).
- Степени знакомства или родства.
- Отношения людей («равный с равным», «неравные отношения»)
- Функции участия в разговоре.
- Отношение к собеседнику (вежливое, повышенно вежливое, уважительное, ласковое или дружеское).
- Место и время общения.

Разговор у башкир обычно происходит сидя, беседа стоя считается неприличной. Перед переходом к делу полагается поговорить о здоровье, о семье, погоде, знакомых, о новостях, политике. К существу дела переходят в конце беседы. В конце беседы собеседники выражают благодарность за угощение (беседа обычно проходит за чаем), приятное времяпровождение, желают друг другу здоровья, всех благ, извинения за промахи во время беседы. Используются выражения в переводе на русский: «пусть руки-ноги твои не болят», «будьте живы, будьте богаты», «пусть твой стол ломится от добра, пусть душа будет всегда широка, а лицо открыто».
Вместо речи башкиры используют и невербальные знаки этикета, такие как: поклон, кивок головы, рукопожатия. Основным приветственным жестом башкир является рукопожатие одной или двумя руками, объятия родственников после долгой разлуки.
Речевой этикет башкир в разных ситуациях имеет ряд специфических черт.

## Обращения
Башкиры традиционно не обращались к собеседнику на Вы, даже к незнакомым людям. Форма обращения на Вы — заимствованная.
Обращения в к собеседнику в башкирском языке может употребляться в начале, в середине и в конце предложения (Апай, беҙҙең халыҡ әрләп, ҡурҡытып һөйләшкәнде күтәрмәй).
Официально принятой системой обращения является трехчленная антропонимическая модель «имя+отчество+фамилия» (Хүжжәт Сәйфулмәлүк улы Алтынхужин — Хажжат Сайфульмулюкович Алтынхузин).
К родственникам обращаются не по имени, а с использованием термина родства. При обращения к младшему брату, родственнику, а также людям моложе себя башкиры употребляют термин ҡустым, к младшей сестре, девушкам моложе себя мужчины используют слово: һеңле, к сестре или брату, а также людям старшего возраста обращаются словами: бабай, ағай («дядя»), әбей, апай («тётя»). К родственникам старше отца или матери — словами: әбей (к женщинам); бабай (к мужчинам). При обращении к родному деду (ҡартатай, олатай), бабушке (өләсәй, ҡартәсәй) и к старым людям, не являющимся родственниками (бабай).

## Приветствие
Установление контакта начинается с приветствия. Формами приветствия служат слова: «Сәләм бирҙек» («Привет дали»); «Сәләм!» («Привет»). В зависимости от ситуаций используются различные приветствия. Старинное приветствие Әссәләмүғәләйкүм! Вәғәлләйкүм әссәләм! употребляется в речи старых башкир. Приветствия hаумыhығыҙ! («Здравствуйте!»), Хәйерле төн! Хәйерле иртә! Хәйерле көн! Хәйерле кис! с рукопожатием, являются самым употребительными.
Во время приветствия люди пожимают друг другу руки как знак особого расположения. Подавать только одну руку старикам или пожилым людям считается неуважением.
В деревнях, в отличие от городов, где здороваются только со знакомыми, у башкир приветствуют знакомых и незнакомых.

## Комплимент
Форма комплимента зависит от обстоятельств, социальной значимости собеседника, места и времени общения.
Практической выделяется прагматическим контекстом, включающим социальную и психологическую дистанцию между собеседниками, а также время и место реализации комплимента.
Различаются комплименты к внешнему виду (Алпамыша батыр кеүек булып киткәнһең бит), возрасту (Усманов ағай, һеҙ йәшлеккэ табан үҫәһегеҙ ахыры, танымай торҙом), моральным качествам (Ҡалай яҡшы кеше һеҙ, Дәүәриә апай), уму собеседника (Һай аҡыллы баш) и др.
По тону высказывания комплименты у башкир бывают серьезными (Бөгөнгө көндөң батыры һин булдьң, Дәмин. Рәхмәт! — тип уньң ҡулын ҡыҫты); шутливыми (Ә мыйыҡтар һуң, — тип мәрәкәләүен дауам итте Юлдыбаев, — Буденныйҙыҡынан бер ҙә кәм түгел бит), поэтическими (Эйе, ысыҡ тамсыһындай саф, тау йылғаһындай шаян, умырзаялай ғүмерһеҙ йәшлек!..) и др.

## Прощание
Задумывая прощаться, башкиры мыслят о последующих взаимоотношениях. Форма прощания зависит от ситуации, отношений между людьми и разделяются на официальные, неофициальные и нейтральные.
При прощании обязательно реагирование обоих прощающихся на прощание. Существует парная формула прощания: hay бул! — hay бул!, Хуш — Хуш бул!. Пожелание при прощании, высказанное одним, требует реплик от другого.
Прощание башкир состоит из трех этапов: предзавершение, собственно завершение и постзавершение.
Перед прощанием желающий попрощаться подводит логически собеседника к необходимости прощаться, ссылаясь на позднее время, усталость, недомогание и др. (Һуң булып киткән икән; ҡайтырға ла кәрәк; Мин ҡайтайымдыр ул). При этом выражаются сожаления, что надо прощаться: (Үкенескә ҡаршы, миңә ҡайтыр кәрәк, былай ҙа hyңғa ҡалып ултырам) или выражается благодарность: (һый-хөрмәтегеҙ өсөн рәхмәт, әммә миңә ҡайтыpғa кәрәк; Барыһы өсөн дә рәхмәт; Миңә ваҡытығыҙҙы бүлгәнегеҙ өсөн рәхмәт). В конце прощания прощающимися выражаются пожелания здоровья, всех благ и др.
При прощании башкиры произносят слова Хуш! Хушығыҙ! hаубулығыҙ!! (до свидания).

## Извинение
Выбор формы извинений у башкир зависит от статуса участников общения, обстоятельств дела, оценке нанесенного ущерба. Извинения содержатся в словах: «ғәфү», «тәүбә», «кисер», «ярлыҡа», «рәнйемә». Чаше употребляется нейтральная форма извинения формой извинения ғәфү ит(-eгeҙ).
Извинения употребляются в формах повелительного наклонения глагола 2-го лица ғәфү ит(-eгeҙ), кисер(-егеҙ), асыуланма(-ғыҙ), рәнйемә(-геҙ).
(Их-х! Зәлифәкәй һылыуым, наҙлы, яҡты гөлөм! Һулының, шул… Һулының, ваҡытында ҡайтып етә алманым… Ҡотҡара алманым… Кисер мине, кисер, Fopyp кыҙ!).
Иногда извинения употребляются как обращение в начале разговора или как средство привлечения внимания занятого собеседника.

## Благопожелания
У башкир благопожелания являются обязательным элементом речевого этикета, так как они верили в его способность к материализации. Виды благопожеланий обычно зависят ситуаций — встречи и проводы, поздравления, соболезнования, выражение благодарности, признательности и др.

## Просьба
У башкир вежливая просьба преобладает над требованием. При этом форма глагола, выражающая просьбу, сопровождается словами зинһар, әле, инде, выражающими вежливость просьбы (Бына ошоно рәхим итеп алығыҙ әле).